# Video System
Video System Co., Ltd. (ビデオシステム株式会社) est une entreprise japonaise fondée en décembre 1984 et disparue en 2001. Elle exerçait son activité dans le domaine du développement de jeux vidéo.

## Description
Video System a développé des jeux sur plusieurs plates-formes de jeu, en arcade : ZN-1, Neo-Geo MVS, Naomi et sur console : Super Nintendo et Nintendo 64.
L’entreprise a réalisé des jeux comme F-1 World Grand Prix, Karate Blazers, Tao Taido, Rabbit Punch, Turbo Force, Super Volley Ball, ou Aero Fighters. 
Une succursale américaine est créée, elle change de nom pour celui de McO’River, Inc. en 1992, puis distribue Aero Fighters aux États-Unis. En 1993, alors que McO’River est censé éditer trois jeux aux États-Unis, ils sont portés sur Super Famicom au Japon. McO’River ne publiera qu’Aero Fighters et Hyper V-Ball en 1994.
L’équipe de développement du shoot them up vertical Aero Fighters quittera Video System pour fonder une entreprise maintenant réputée pour ce type de jeu : Psikyo.
Video System édite Aero Fighters 2 et 3 sur Neo-Geo MVS et AES en 1994 et 1995. McO’River ne sort plus de jeux, puis se renomme Video System U.S.A., Inc.. Elle produit Aerofighters Assault et F-1 World Grand Prix sur Nintendo 64.
Video System U.S.A. ferme ses portes aux alentours de 1999/2000, puis Video System ferme les siennes en 2001.

## Liste de jeux
- Aero Fighters
- Aero Fighters 2
- Aero Fighters 3
- Aerofighters Assault
- F-1 World Grand Prix
- F-1 World Grand Prix II
- F1 Racing Championship
- Idol Mahjong: Final Romance 2
- Jangō Simulation Mahjong-dō 64
- Kiteretsu Daihyakka: Chōjikū Sugoroku
- Pipe Mania
- Pop'n Bounce
- Power Spikes II
- SD F-1 Grand Prix
- Super Volley Ball
- Tail to Nose
- Ta•o Taido